# Куп домаћих нација 1938.
Куп домаћих нација 1938. (службени назив: 1938 Home Nations Championship) било је 51. издање овог најелитнијег репрезентативног рагби такмичења Старог континента. а 34. издање Купа домаћих нација.
Пехар је завршио у рукама Шкотланђана.

## Такмичење
- Велс — Енглеска: 14—8
- Шкотска — Велс: 8—6
- Ирска — Енглеска: 14—36
- Шкотска — Ирска: 23—14
- Велс — Ирска: 11—5
- Енглеска — Шкотска: 16—21

## Табела
|   | Селекција                     | ИГ | Д | Н | И | ПД | ПП | ПР  | Б |  |
| - | ----------------------------- | -- | - | - | - | -- | -- | --- | - |  |
| 1 | Рагби репрезентација Шкотске  | 3  | 3 | 0 | 0 | 52 | 36 | +19 | 6 |  |
| 2 | Рагби репрезентација Велса    | 3  | 2 | 0 | 1 | 31 | 21 | +10 | 4 |  |
| 3 | Рагби репрезентација Енглеске | 3  | 1 | 0 | 2 | 60 | 71 | -11 | 2 |  |
| 4 | Рагби репрезентација Ирске    | 3  | 0 | 0 | 3 | 43 | 70 | -37 | 0 |  |

| Победник Купа пет нација 1938.             |
| ------------------------------------------ |
| Шкотска 12. титула првака Европе у рагбију |